# How Far?
 (juin 2022).
La mise en forme du texte ne suit pas les recommandations de Wikipédia : il faut le « wikifier ».
Les points d'amélioration suivants sont les cas les plus fréquents :
- Les titres sont pré-formatés par le logiciel. Ils ne sont ni en capitales, ni en gras.
- Le texte ne doit pas être écrit en capitales (les noms de famille non plus), ni en gras, ni en italique, ni en « petit »…
- Le gras n'est utilisé que pour surligner le titre de l'article dans l'introduction, une seule fois.
- L'italique est rarement utilisé : mots en langue étrangère, titres d'œuvres, noms de bateaux, etc.
- Les citations ne sont pas en italique mais en corps de texte normal. Elles sont entourées par des guillemets français : « et ».
- Les listes à puces sont à éviter, des paragraphes rédigés étant largement préférés. Les tableaux sont à réserver à la présentation de données structurées (résultats, etc.).
- Les appels de note de bas de page (petits chiffres en exposant, introduits par l'outil «  Source ») sont à placer entre la fin de phrase et le point final[comme ça].
- Les liens internes (vers d'autres articles de Wikipédia) sont à choisir avec parcimonie. Créez des liens vers des articles approfondissant le sujet. Les termes génériques sans rapport avec le sujet sont à éviter, ainsi que les répétitions de liens vers un même terme.
- Les liens externes sont à placer uniquement dans une section « Liens externes », à la fin de l'article. Ces liens sont à choisir avec parcimonie suivant les règles définies. Si un lien sert de source à l'article, son insertion dans le texte est à faire par les notes de bas de page.
- La présentation des références doit suivre les conventions bibliographiques. Il est recommandé d'utiliser les modèles {{Ouvrage}}, {{Chapitre}}, {{Article}}, {{Lien web}} et/ou {{Bibliographie}}. Le mode d'édition visuel peut mettre en forme automatiquement les références.
- Insérer une infobox (cadre d'informations à droite) n'est pas obligatoire pour parachever la mise en page.

Pour une aide détaillée, merci de consulter Aide:Wikification.
Si vous pensez que ces points ont été résolus, vous pouvez retirer ce bandeau et améliorer la mise en forme d'un autre article.
Singles de Gorillaz
Aries
(2020) Friday 13th
(2020)
Pistes de Song Machine: Season One - Strange Timez
Désolé (feat. Fatoumata Diawara) Opium (feat. EARTHGANG)
How Far? est une chanson du groupe virtuel Gorillaz, featuring Tony Allen and Skepta. La musique est sortie le 2 Mai 2020 sans annonce préalable, devenant le quatrième single du septième album studio de Gorillaz : Song Machine, Season One : Strange Timez. Il fait partie du projet Song Machine, une série web impliquant la sortie continue de divers singles et clips musicaux de Gorillaz avec différents musiciens invités au cours de l'année 2020, bien que How Far? ne soit pas considéré comme un épisode officiel de la série. Le single marque le premier morceau publié à titre posthume avec Tony Allen (publié deux jours après la mort de ce dernier), ainsi que la dernière chanson à être enregistrée du vivant d'Allen.

## Contexte
How Far ? a été écrite et enregistrée dans les semaines qui ont précédé le confinement en raison de la  pandémie de Covid-19.  C'est la dernière chanson de l'album à avoir été enregistrée en studio avant que le confinement ne soit ordonné.
Le 30 avril 2020, Tony Allen, un batteur afrobeat figurant sur la chanson, est décédé d'un anévrisme aortique abdominal à l'âge de 79 ans. Allen avait déjà travaillé avec le fondateur de Gorillaz, Damon Albarn, au sein d'un groupe appelé The Good, the Bad & the Queen, dont les deux hommes ont fait partie dans les années 2000.
Sans aucune annonce préalable, How Far? est sorti quelques jours plus tard, le 2 mai 2020, en tant qu'audio autonome sans vidéo d'accompagnement ou EP épisodique comme les autres sorties de Song Machine. Selon un communiqué de presse, la chanson a été publiée comme un hommage officiel à Allen.

## Liste des titres
| 1.   | How Far? (featuring Tony Allen and Skepta) | - Gorillaz - Kabaka | 2:46 |
| 2:46 |                                            |                     |      |

## Personnel
Gorillaz
- Damon Albarn – instrumentation, réalisateur, claviers, guitare, mélodica
- Jamie Hewlett – illustration, conception de personnages, réalisation vidéo
- Stephen Sedgwick – ingénieur en mixage, ingénierie
- Remi Kabaka Jr. – percussions
- John Davis – ingénieur de mastering
- Samuel Egglenton – ingénierie

Musiciens additionnels
- Tony Allen – voix, percussions
- Skepta – voix
- Kotono Sato – violon
- Stella Page – alto
- Ciara Ismail – violon
- Izzi Dunn – violoncelle

Illustrateur additionnel
- Bernard Benant – photo